# 언누시 어드리안
언누시 어드리안(헝가리어: Annus Adrián, 1973년 6월 28일 ~ )은 헝가리의 육상 선수이다. 그는 2004년 아테네 하계 올림픽때 도핑 위반으로 실격 처리되었다. 이 실격이 고조된 주목을 받았고, 아테네 올림픽에서 몇 가지 약물 의혹이 찾아오면서 언누시의 팀 동료 원반던지기 선수 퍼제커시 로베르트 또한 도핑 위반으로 실격 처리되었다. 이 사건 또한 언누시가 몇달동안 금메달 반납을 거부하면서 주목을 받았다.

## 경력
언누시는 세게드에서 태어나서 줄러에서 자랐고 1989년에 솜버트헤이로 이주했다. 그의 첫번째 코치는 언누시 게자였지만, 이적한후 솜버트헤이 스포츠클럽 할라다스 VSE에 가입했다. 네메트 팔이 부임하기 전에, 시몬 줄러가 할라다스에서 그를 지도했다.
언누시 어드리안은 1998년 부다페스트 유럽 선수권 대회 해머던지기에서 8위를 했다. 언누시는 2000년 하계 올림픽에서 잠재적인 메달 후보자였다. 그는 부상으로 결국 대표팀에서 기권을 받았지만, 17위를 했다.
2000년 올림픽 이후, 언누시는 자신의 코치 네메트 팔과 결별했고 비다 요제프와 합류했다.
2002년과 2003년은 그의 전성기였다. 그는 2002년 유럽 선수권 대회에서 우승했고 2003년 세계 선수권 대회에서 은메달을 땄다. 그는 2003년 세계 육상 파이널에서 우승했다.

## 약물 의혹
언누시는 2004년 아테네 올림픽에서 우승했지만, 몇 일 후 실격 처리되었다. 그는 무로후시 고지에게 금메달을 돌려주었다.
이의 제기 거부와 스포츠 중재 재판소의 판결에 따라, 언누시는 2년동안 선수 자격 정지 징계를 받았다. 선수 자격 정지 징계가 풀린 후, 언누시는 훈련을 시작했고 2007년에 대회 출전을 시작했다.